# Kuthanapura, Chamarajanagar
Kuthanapura là một làng thuộc tehsil Chamarajanagar, huyện Chamarajanagar, bang Karnataka, Ấn Độ.